# 拉菲特路
48°52′25.9″N 2°20′16.67″E / 48.873861°N 2.3379639°E
拉菲特路（Rue Laffitte）是巴黎第九区的一条街道，附近的地铁站为黎塞留-杜罗站和洛雷特圣母院站。
这条路开辟于1771年，介于意大利大道和普罗旺斯路之间。它的原名是阿图瓦路（Rue d'Artois），得名于阿图瓦伯爵,国王路易十六的弟弟, 即后来的法国国王查理十世。但是在1792年，在法国大革命期间，伯爵移居到法国之外，街道更名为赛鲁迪路（Rue Cerutti）。朱塞佩赛鲁迪是一位意大利作家，住在这条路与意大利大道交界的一座房屋内。他原是一名耶稣会会士，后来成为共和党人，并当选为法国国民议会议员。他为米拉波写的悼词。他死于同一年（1791年），这条路又以他重新命名。
拿破仑三世于1808年4月20日出生在该路15号。
波旁复辟以后，这条路的名字被改回阿图瓦路。1826年，这条路延伸到洛雷特圣母院路（Rue Notre-Dame-de-Lorette）。法国金融家和政治家雅克·拉菲特 （1767年至1844年）在27号拥有公馆。1830年7月30日，他和阿道夫·梯也尔和拉法耶特侯爵参加了法国七月革命：他们将路易-菲利普一世推上王位。由于国王查理十世允许士兵射击平民，因为他们担心，共和将导致混乱和对外战争。1830年十二月，拉菲特出任法国总理，这条路遂以他命名。拉菲特与雨果都曾住在以本人命名的街道上。
在这条路的起点，与意大利大道或奥斯曼大道的交界处，有圣心圣殿的一个有趣的景观：似乎是在洛雷特圣母院教堂顶部。 事实上，它要更为遥远。